# Li Csin-jao
Dzsundzsun (ジュンジュン; Yueyang, Hunan tartomány, 1988. január 11.) születési nevén Lí Csun (李纯) kínai származású japán színésznő és énekesnő. A Morning Musume nyolcadik generációjának tagja.

## Élete

### 2006-2007
2006-ban részt vett a Super Girl elnevezésű versenyen, és bár bejutott az 50 legjobb közé, végül kiesett. Kiesése után vele, és több Super Girl-vesztessel Cunku felvette a kapcsolatot, és Morning Musume meghallgatást tartott Pekingben, ahonnan ő került ki győztesen. 2007 márciusában bejelentették, hogy ő és Linlin csatlakoznak a Morning Musume-hez, méghozzá a már debütált nyolcadik generáció tagjaként. Cunku úgy vélte, a két kínai lány lesz a csapat ázsiai nemzetközi sikerének kulcsa.

### 2008-2010
2008 augusztusában szerepelt a Morning Musume előadta Hamupipőke darabban. 2009-ben az újraalapított v-u-den, a Zoku v-u-den tagja lett, majd 2010-ben csatlakozott a különleges felállásként megszervezett Ex-ceed! elnevezésű unit-hoz. Ez év végén Kamei Eri búcsúoncertjén ő és Linlin is elhagyták a Morning Musume-t. Junjun hazatért Kínába.

### 2011
2011-ben visszautazott Japánba, hiszen szerepet kapott az „Ai yi Miao” című filmben. Szeptemberben beiratkozott a Pekingi Filmakadémiára, később pedig ő lett a Rise of Dynasty elnevezésű játék reklámarca.

## Filmográfia
| Év        | Cím                      | Szerep                | Hálózat                 |
| --------- | ------------------------ | --------------------- | ----------------------- |
| 2007      | Hello! Morning           | Önmaga                | TV Tokyo                |
| 2007-2008 | Haromoni                 | Önmaga                | TV Tokyo                |
| 2009      | Bijo Houdan              | Önmaga                | TV Tokyo                |
| 2013      | Silent Witness           | Mengmeng osztálytársa |                         |
| 2015      | Moon Embracing the Stars | Xia Mingxing          | Sichuan TV, Shenzhen TV |
| 2016      | Eastern Battlefield      | Suya                  | Jiangsu TV, Hubei TV    |